# Dohos László
Dohos László (Bűdszentmihály, 1948. augusztus 1. – 2023. december 28. vagy előtte) magyar katonakarmester, a Magyar Honvédség főkarmestere, a Magyar Fúvószenei és Mazsorett Szövetség elnöke.

## Élete
Szüleit korán elvesztette, rokonok nevelték. Már gyermekként játszott a tiszavasvári úttörőzenekarban. 1962 és '66 között a Magyar Néphadsereg Zenész Tiszthelyettesképző Szakközépiskolájában tanult. 1966-tól a székesfehérvári helyőrségi zenekar zenésze, 1973-tól vezetője. 1977-től 1983-ig a moszkvai Csajkovszkij Konzervatórium katonakarmester szakán szerzett vörös diplomát. 
Hazatérve a Magyar Néphadsereg Központi Zenekarának karmestere lett. 1985-től 2004-ig a Magyar Néphadsereg, ill. Honvédség főkarmestere ezredesi rangban. 1988 óta tanított a Zeneakadémia fúvóskarnagyképző szakán. 1998 óta elnöke a Magyar Fúvószenei (és Mazsorett) Szövetségnek. 2008-ban nyugdíjas katonazenészekből alakított együttest. Haláláig az MSZP őrbottyáni szervezetének vezetője volt.
Dohos László az első felsőfokú zenei végzettséggel rendelkező magyar katonakarmester. Szinte minden hazai fúvószenekart vezényelt. Számtalan zenedarabot hangszerelt át fúvószenekarra.

## Díjai, kitüntetései
- 1976 – Szocialista Kultúráért
- 1995 – Liszt Ferenc-díj
- 1997 – Tiszavasvári díszpolgára
- 2005 – ezüst karmesteri pálca
- 2005 – honvédelmi miniszter díszkardja
- 2009 – A Magyar Köztársasági Érdemrend lovagkeresztje